# ならファミリー
ならファミリー（Nara Family）は、奈良県奈良市西大寺東町二丁目に立地する1972年に開業した日本初の2核型大型のショッピングセンターである。

## 概要
核店舗として百貨店の近鉄百貨店奈良店とGMSのイオンスタイル奈良（旧・ジャスコ→イオン奈良店）が出店している他、約150の専門店や公共サービスセンター、秋篠音楽堂などの文化施設がある。また、3つの別館も存在し、駐車場近くの別館3号館には歯科診療所、クリニック、H.I.Sなどが入居している。（別館1号館には近鉄文化サロン奈良があり、2号館は加藤ビル）
略称はならファ。シルクロードの東の終着点であった平城京（平城宮跡の付近）に立地していることから、シンボルキャラクターはシルクロードを旅する「ポコラ」という名前のラクダとなっている。そのため、会員カードとして、らくだカードを発行していたが、2024年12月に廃止され、新しいポイントカードとしてならファミリーアプリが配信されている。

## 沿革

### 開業
ダイヤモンドシティ（現：イオンモール）により積極的に郊外型ショッピングセンターの建設を計画していたジャスコ（現：イオン）は、郊外立地の将来性を確信し、日本で初めてとなる2つの核店舗を持つ郊外型ショッピングセンターの計画を立てた。当時郊外立地の出店を考える百貨店は少なく消極的だったこともあり難航。しかしながら西大寺という立地に興味を抱いたのが近鉄百貨店であった。西大寺は親会社の近畿日本鉄道の路線が集中する要となる場所であり、西武百貨店が衛星都市の高槻に百貨店を出店する動きが出たり（現・高槻阪急）、ならファミリーの核店舗候補に阪急百貨店が興味を示すなど、ジャスコが他社資本と提携する可能性もあったことから、自社系列エリア内に他社店舗ができることを嫌ったことが理由とされる。そのため、近鉄の資本参加を条件に出店を決定。1970年12月にダイヤモンドシティと近鉄百貨店との共同出資による「ダイヤモンドファミリー」を設立し、近鉄大和西大寺駅前に日本初の2核ショッピングセンター「奈良ファミリー」として1972年3月14日に開業した。オープンの時間には檜原近鉄百貨店副社長、岡田卓也ダイヤモンドファミリー社長らがテープカットを行い、近鉄百貨店吹奏楽団が演奏を行った。
建物は地下1階、地上5階（一部2階）で、ジャスコ奈良店と近鉄百貨店奈良店、東宝文化センター（藤影きもの教室、若羽料理教室、カワイ音楽・体育教室、レディスアカデミーよみうり）の他に、100余りの専門店が入居していた。敷地面積は21,450m2で、延床面積は約41,600m2、駐車台数は600台であった。
開業当初のフロア図
|      |          |          |          | 屋上遊園地 | 近鉄百貨店 |                  |                      |                              |
| 5階  |          |          |          | 近鉄百貨店 | 近鉄百貨店 | 東宝文化センター | 奈良西大寺東宝ボウル | 奈良西大寺東宝ボウル         |
| 4階  |          |          |          | 近鉄百貨店 | 近鉄百貨店 | 専門店街         | 奈良西大寺東宝ボウル | 奈良西大寺東宝ボウル         |
| 3階  |          |          |          | 近鉄百貨店 | 近鉄百貨店 | 専門店街         | 専門店街             | ジャスコセイデン             |
| 2階  | 専門店街 | 専門店街 | 専門店街 | 近鉄百貨店 | 近鉄百貨店 | 専門店街         | 専門店街             | ジェーモード・ジェーリビング |
| 1階  | 専門店街 | 専門店街 | 専門店街 | 近鉄百貨店 | 近鉄百貨店 | 専門店街         | 専門店街             | ジャスコチェーン             |
| B1階 |          |          |          | 近鉄百貨店 | 近鉄百貨店 | 専門店街         | 専門店街             | ジェーマート                 |

### 全面建て替え
その後、立地する奈良市西大寺地区が奈良市副都心としてのターミナル化が進み、商圏環境が大きく変化したことや、消費者ニーズに応える核施設への改善のため、ダイヤモンドファミリーは1992年9月30日まで100m離れた駐車場に建設された仮施設に店舗を移し、全面建て替え工事に踏み切った。新店舗への総投資額は約400億円で、設計は東畑建築事務所。また、総合元請は三菱商事大阪支社で、建築施工は清水建設・大日本土木・村本建設・三菱建設・三和JV、設備施工はきんでん・テクノ菱和・西原衛生工業所大阪店・三菱電機・日本オーチス・エレベータ。
そして1992年11月14日、文化・情報・サービス施設を備えた多機能・複合型ショッピングセンター「ならファミリー」としてリニューアルオープンした。新店舗のイメージテーマは「シルクロードファンタジー」であり、新たにNTT・旅行サロンなどの生活情報機能施設、パスポートセンターなどの行政窓口が入居。ショッピングだけでなく文化・情報・サービス機能を備えるアメニティセンターを目指したものに生まれ変わった。ショッピングセンターで本格的な音楽設備を備えたのは、ならファミリーが初めてであった。
なお、周辺に立地する奈良そごう（閉店後はイトーヨーカドー奈良店を経て、現在はミ・ナーラ）や中型ショッピングセンターの差別化を図るため、核テナントのひとつである近鉄百貨店のリニューアルは特にハイレベルなものになった。全面建て替えによってジャスコ直営面積が7,828m2から11,928m2に約1.5倍増なのに対して、近鉄百貨店は9,789m2から30,289m2への約3倍に増えた。店舗デザインのイメージはヨーロッパのリゾートホテルとし、近鉄アート館でのノウハウを活かして、新たに「秋篠音楽堂」や「近鉄奈良ホール」が設けられた。そごうのからくり時計イッツ・ア・スモールワールドに対抗したと思われる、らくだオブジェのからくり人形、「ポコラ」を毎時稼働、奈良そごう美術館に対抗と思われる音楽堂と近鉄奈良ホール。数多いシースルーエレベーターなど、この差別化には奈良そごうへの対抗とも思われる点が多い。

### 全面改装
2002年、近鉄百貨店奈良店は約2億2000万円を投じて2-6階の改装工事に着手。同年9月26日にリニューアルオープンした。
また同年11月には、消費者ニーズの変化に対応するため、ならファミリーも「未来型リージョナルショッピングセンターへの再構築」をテーマに店内の全面改装工事に着手した。その後第1期として12月6日に専門店フロア（2-4階、6階の一部）、翌年3月6日には第2期として専門店フロア（地下1階-1階、6階残り）、ジャスコ、近鉄百貨店(地下1-1階の一部）をリニューアルオープンした。ならファミリーの改装にはダイヤモンドシティ・キャラ（現：イオンモール川口前川）やダイヤモンドシティ・テラス（現：イオンモール伊丹）でのノウハウが生かされ、新たに500席あるフードコート「FOOD OASIS」が設けられたほか、ヤングカジュアルの強化が図られた。
リニューアル箇所（店名は当時のもの）
|        | 東側                     | 南側       | 北側       |
| ------ | ------------------------ | ---------- | ---------- |
| R階    | 屋上                     | 屋上       | 屋上       |
| 6階    | \| グルメ \| オアシス \| | 近鉄百貨店 | 近鉄百貨店 |
| 5階    | 専門店街                 | 近鉄百貨店 | 近鉄百貨店 |
| 4階    | 専門店街                 | 近鉄百貨店 | ジャスコ   |
| 3階    | 専門店街                 | 近鉄百貨店 | ジャスコ   |
| 2階    | 専門店街                 | 近鉄百貨店 | ジャスコ   |
| 1階    | 専門店街                 | 近鉄百貨店 | ジャスコ   |
| B1階   | フードオアシス           | 近鉄百貨店 | ジャスコ   |
| グルメ | オアシス                 |            |            |

近鉄百貨店奈良店リニューアル
ならファミリー第1期リニューアル
ならファミリー第2期リニューアル

### その後
イオン奈良登美ヶ丘ショッピングセンター（現：イオンモール奈良登美ヶ丘）やイオン高の原ショッピングセンター（現：イオンモール高の原）が開業したのに伴い、2007年3月15日に約2億円を投じて1階部分をリニューアルオープン。さらに、2007年5月26日には約1億円を投じて屋上を屋上庭園「スカイガーデン」（約4,000本のラベンダー、約680m2の菜園および野草畑、約900m2の芝生ゾーン、イベントステージ）に用途転換し、菜園の貸し出しを始めた。
また、2009年3月20日にも2階と3階専門店街を中心にリニューアルオープンしている。
なお、当初運営していたダイヤモンドファミリーは近畿日本鉄道の撤退によって2006年3月1日にダイヤモンドシティに吸収合併された後、ダイヤモンドシティも2007年8月21日イオンモールに吸収された。 また、2003年には土地・建物、借地権などが日本リテールファンド投資法人に339億円で譲渡されている。核テナントのジャスコも2011年3月1日に店名をイオンへ改め、それに際し店内や外壁の「JUSCO」のロゴが「ÆON」に変更された。

### 全面改装、新専門店街開業
2016年4月、従来の郊外型商業施設から、都市型商業施設にも匹敵するハイクオリティ商業施設への転換を図り、約50億円を投じて館内の全面改装工事に着手。同年11月1日にリニューアルオープンした。奈良らしさを追求した「大和モダン」を改装後の環境コンセプトに掲げ、奈良の象徴「天平文化」の美を現代的に翻訳し表現した環境デザインへと刷新された。
リニューアルオープンに伴い、専門店ゾーンを拡大し、新専門店街「zoro」がオープンした。奈良県初出店のブランドのほか、ファッションテナントや大型生活雑貨テナントなど、新たに55店がオープンした。なお、専門店ゾーン拡大に伴い、中核テナントのイオンの売り場面積は縮小した。
中核テナントである近鉄百貨店奈良店とイオン奈良店もリニューアルを実施。近鉄百貨店奈良店は、奈良県初出店となる新規ブランドの導入と売場環境の刷新を実施。イオン奈良店は、売り場全体を全面改装し、「イオンスタイル奈良」としてリニューアルオープンした。
さらに、ロゴマークを旧来のものから刷新。開業以来の象徴としてきた「らくだ」のアイコンであるコブをグラフィックモチーフとして取り入れ、天平文化を思わせる毛筆パターンを盛り込んだデザインのロゴの使用が開始された。ロゴ表記も旧来の「NaRaFamily」から「narafamily」に改められた。

## フロア構成

### 近鉄百貨店奈良店
地下1階-6階までの西側を占める。各フロアの一覧は次の通り。
- 地下1階　食料品のフロア
- 1階　特選ブティックと婦人洋品・婦人服のフロア
- 2階　婦人服のフロア
- 3階　婦人服と宝飾・時計・めがねのフロア
- 4階　紳士服とスポーツファッションのフロア
- 5階　家具・家庭用品と文房具・呉服・美術工芸品のフロア
- 6階　こども服・おもちゃと催事のフロア

### イオンスタイル奈良
地下1階-2階までの北側を占める。各フロアの一覧は次の通り。
- 地下1階　食品とリカー専門店のフロア
- 1階　美と健康と暮らしのフロア
- 2階　雑貨とファッションのフロア

### zoro（専門店街）
地下1階-6階までの東側と屋上を占める。各フロアの一覧は次の通り。
- 地下1階　フードコート「フードオアシス」
- 1階　ファッションと雑貨のフロア / らくだ広場
- 2階　ファッションと雑貨のフロア
- 3階　ファッションと雑貨のフロア
- 4階　ファッションと雑貨のフロア
- 5階　シティサービスと旅行のフロア
- 6階　レストラン街「グルメオアシス」 / 秋篠音楽堂
- 屋上　屋上庭園「スカイガーデン」 / 屋上遊園地「ハーモニーキッズ」 / スカイデッキ

## 客層
平日は周辺に公立高校や私立学園が密集している他近鉄大和西大寺駅に隣接しているため、主に高校生を中心とした学生層が多い。休日は自動車を利用して買い物に訪れる家族連れが大半。

## 競合店
平城宮跡を挟んで新大宮側にはミ・ナーラ（旧イトーヨーカドー奈良店・それ以前は奈良そごう）が位置する。また、大和西大寺駅より京都方面へ2駅行った所にある高の原駅前に、同じイオングループによるイオン高の原ショッピングセンター (現:イオンモール高の原）が2007年春に開業した。さらに、イオンモール大和郡山が2010年3月25日に開業した。

## 備考
- ならファミリー及び隣接するサンワシティ西大寺は奈良時代に称徳天皇の発願により建立された尼寺「西隆寺」の跡地に建ち、建設工事中に出土した遺構が展示されていた。[18] 建て替え時に保全のため埋められたが、北西出入り口外側には「回廊跡」の復元遺構が展示されている。[19]
- 奈良文化財研究所によると、ならファミリーの付近には、かつて平城宮を建設するためのベースキャンプが設営されていた可能性があるという。ただし根拠は薄い。[要出典]
- 全面建て替えの際の設計テーマはシルクロード[20]。らくだ広場（中央広場）には唐三彩のらくだ像「ポコラ」が設置され、バルミラの列柱群が内壁にレリーフとして再現されていた[20]。その後、2012年9月15日に広場はリニューアルオープン。らくだ像は屋上に移設され、2012年10月7日に除幕式が行われた。さらに、2016年11月1日の全館リニューアルオープンの際に、らくだ広場も一新され、新たならくだのモニュメント「TAKARAKUDA（タカラクダ）」が設置された。「TAKARAKUDA」は、彫刻家の大平龍一が樹齢200年余りの楠の巨木からチェーンソーとノミによって手で彫り上げた作品であり、長らく設置されてきたらくだ像「ポコラ」がシルクロードでの長旅を終え、「TAKARAKUDA」として生まれ変わって広場に帰ってきたという設定がある[21]。
- 旧ロゴマークは、1992年に一般公募した際に集まった約600作品の中から、会社員の則永修が描いたものを最優秀作品として採用したもの[22]。
- 2007年11月から2008年2月にかけ、ガス吸収式冷温水器4台とターボ冷凍機1台をターボ冷凍機4台とガス吸収式冷温水器1台に改良し、CO2排出量が前年比約5割減となる[23]。
- 2016年11月1日に開業した新専門店街の名称である「zoro」には、新しいならファミリーを東西南北につなぐ役割を果たす新専門店街を「そぞろ歩く」という意味が込められている[24]。
- 建物からは平城宮跡や若草山が一望できる。
- 2018年（平成30年）2月28日 イオンモールによる管理・運営業務受託契約が終了。[25] 3月 1日 住商アーバン開発株式会社による管理・運営となる。[26]

### 参照元
1. ↑  2016年7月21日迄は旧名称と同じ奈良ファミリーだった。
2. 1 2  奈良県公報 平成29年08月08日（火）第2906号 - 2017年9月28日閲覧
3. ↑  日本リテールファンド投資法人>不動産ポートフォリオ>ポートフォリオマップ>ならファミリー - 2020年2月15日閲覧
4. 1 2 3 4 5 6  ジャスコ編「ジャスコ三十年史」ジャスコ、2000年。
5. 1 2  「近鉄百貨店40年のあゆみ」近鉄百貨店、1977年12月20日。
6. ↑  「近畿日本鉄道最近20年の歩み」近畿日本鉄道、1980年10月1日。
7. ↑  トップページ > 実績紹介トップ > 商業施設 > 奈良ファミリー Archived 2013年10月14日, at the Wayback Machine. - 東畑建築事務所公式ウェブサイト、2013年10月13日閲覧
8. 1 2 3  「財界展望　第36巻第10号」財界展望新社、1992年10月1日
9. ↑  「ダイヤモンドファミリー 奈良ファミリーを改装 西日本で最大規模 -- 西大寺の活性化に期待」『日本食糧新聞』1992年6月26日付朝刊、第10面
10. ↑  「『ならファミリー』リニューアルグランドオープン (PDF) 」ダイヤモンドシティ・近鉄百貨店・イオン、2003年3月4日
11. ↑  「平成19年8月期（第11期）決算説明会資料 (PDF) 」日本リテールファンド、2007年10月16日
12. ↑  「リニューアルオーフ゜ンに関するお知らせ」日本リテールファンド、2007年3月15日
13. ↑  「ならファミリー　屋上緑化実施のお知らせ 」日本リテールファンド、2007年5月25日
14. ↑  サイトレポート2008 ならファミリー - イオンモール
15. ↑  「大型SC『ならファミリー』、6年ぶりにリニューアル－新規出店も続々」奈良経済新聞、2009年03月24日
16. ↑  「新専門店街「zoro」（ゾロ）誕生！「ならファミリー」が生まれ変わる 」日本リテールファンド、2016年9月29日
17. ↑  「ならファミリー大改装 - 来月から工事／都市型商業施設へ」奈良新聞、2016年03月23日
18. ↑  西隆寺発掘調査報告書 : [7]
19. ↑  NPO法人「奈良まほろばソムリエの会」毎日新聞奈良版「ディスカバー！奈良」
20. 1 2  「設計の視点 東畑建築事務所設計部長 谷田 庄司氏」『日経流通業新聞』1993年10月2日付、第12面
21. ↑  「大平龍一 TAKARAKUDA展 」ならファミリー、2017年3月13日閲覧
22. ↑  「新生・奈良ファミリー 西日本最大のSCに」『日本繊維新聞』1992年11月20日付朝刊、第6面
23. ↑  サイトレポート2009 ならファミリー - イオンモール
24. ↑  「ストアコンセプト 」ならファミリー、2017年3月13日閲覧
25. ↑  イオンモール株式会社 第107期定時株主総会招集ご通知 28ページ参照
26. ↑  住商アーバン開発株式会社 大型商業施設「ならファミリー」プロパティマネジメント業務受託